# Æthelwold de Winchester
Pour les articles homonymes, voir Æthelwald.
Æthelwold est un ecclésiastique anglo-saxon né entre 904 et 909 et mort le 1er août 984. Évêque de Winchester de 963 jusqu'à sa mort, il joue un rôle important dans l'évolution de la vie monastique selon les préceptes de la règle bénédictine, notamment à travers la rédaction du Regularis Concordia.
C'est un saint des Églises chrétiennes célébré le 1er août.

## Jeunesse et formation
Æthelwold naît dans une famille noble de Winchester. Son nom s'écrit également Aethelwald, Ethelwold, Ethelwoldus, Adelwold ou encore Adweil.
À partir de la fin des années 920, il sert à la cour du roi Æthelstan ; son biographe Wulfstan Cantor le décrit comme « un inséparable compagnon du roi », qui apprend beaucoup aux côtés de son souverain. Le roi le fait consacrer prêtre par Ælfheah le Chauve, évêque de Winchester, le même jour que Dunstan. Après avoir passé la fin des années 930 à étudier auprès d'Ælfheah, Æthelwold part vivre à Glastonbury, dont Dunstan a été nommé abbé. Il y étudie la grammaire, la métrique et la patristique et parvient au grade de doyen.
Au cours du règne d'Eadred (946-955), il souhaite voyager en Europe pour développer ses connaissances sur la vie monastique, mais le roi lui en refuse la permission et le nomme à la place abbé de l'ancien site monastique d'Abingdon dans l'Oxfordshire, qui héberge à l'époque des prêtres sécularisés. Les années qu'il passe à Abingdon sont extrêmement productives : il procède à la construction d'une église, à la réfection du cloître et il y met en place la règle bénédictine.
À la mort d'Eadred, son neveu Eadwig lui succède et contraint à l'exil Dunstan, le principal conseiller de son prédécesseur. Cela n'empêche pas Æthelwold de participer à la vie de la cour pendant un certain temps durant le bref règne d'Eadwig (955-959).
Le futur roi Edgar ayant reçu l'enseignement d'Æthelwold au cours de sa jeunesse, il est certainement influencé favorablement envers la règle bénédictine. Æthelwold lui apporte naturellement son soutien dans la succession à la mort d'Eadwig. Il semble être placé au service personnel du roi Edgar en 960-963, car il rédige un grand nombre de chartes durant cette période.

## Un évêque réformateur

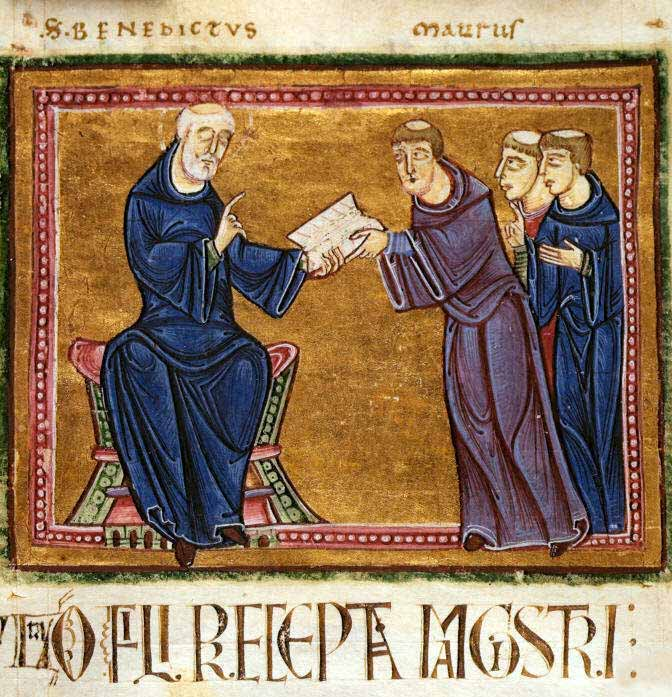
Saint Benoît confie sa règle à son disciple saint Maur (monastère de saint Gilles, Nîmes, 1129).

Æthelwold est sacré évêque de Winchester le 29 novembre 963. L'année suivante, avec l'assentiment du roi Edgar et l'appui d'une troupe armée menée par un officier royal, il fait expulser les clercs de la cathédrale de Winchester (Old et New Minster) pour les remplacer par des moines d'Abingdon ; le roi en avait sollicité la permission au pape à l'automne précédent. Entre 964 et 971, Æthelwold procède à la refondation de monastères à Chertsey, Milton Abbas, Peterborough, Ely et Thorney, ainsi qu'au couvent de Nunnaminster à Winchester. Il met également un zèle particulier à récupérer des terres qu'il estime avoir été retirées à des communautés religieuses avant de leur être retirées, et il n'hésite pas à avoir recours à de faux documents pour établir leurs droits dessus.
Æthelwold représente un soutien essentiel pour les bénédictins pendant le règne d'Edgar, et il est l'auteur de toutes les principales œuvres de propagande produites à l'époque en Angleterre. Il peut compter sur le soutien d'Edgar comme de sa femme Ælfthryth, et il souligne dans ses écrits le rôle d'Edgar dans les restaurations de monastères, en le désignant comme un représentant du Christ. Il envisage pour le couple royal un rôle important de supervision des monastères et couvents. Il se montre plus radical encore que les deux autres grands réformateurs contemporains du monasticisme, Dunstan et Oswald : ceux-ci respectent la pratique en vigueur sur le continent et maintiennent les moines comme les prêtres séculiers dans leurs lieux de vie, tandis qu'Æthelwold procède à l'expulsion par la force des clercs séculaires pour les remplacer par des moines. Æthelwold associe à plusieurs reprises dans ses écrits les termes de « clergé » et de « souillure », car à l'instar d'autres bénédictins, il considère le clergé comme impur et inapte à servir à l'autel comme à toute autre forme de service religieux : beaucoup de membres du clergé sont en effet mariés et n'observent pas de règle monastique.
Il est l'auteur du la Regularis Concordia Anglicæ Nationis Monachorum Sanctimonaliumque, datée de 973. Ce recueil de textes porte sur les pratiques monastiques à travers l'Europe occidentale et donne lieu à un supplément à la règle de saint Benoît qui influence durablement l'épiscopat d'Angleterre en imposant la préséance des moines.

## Influence intellectuelle

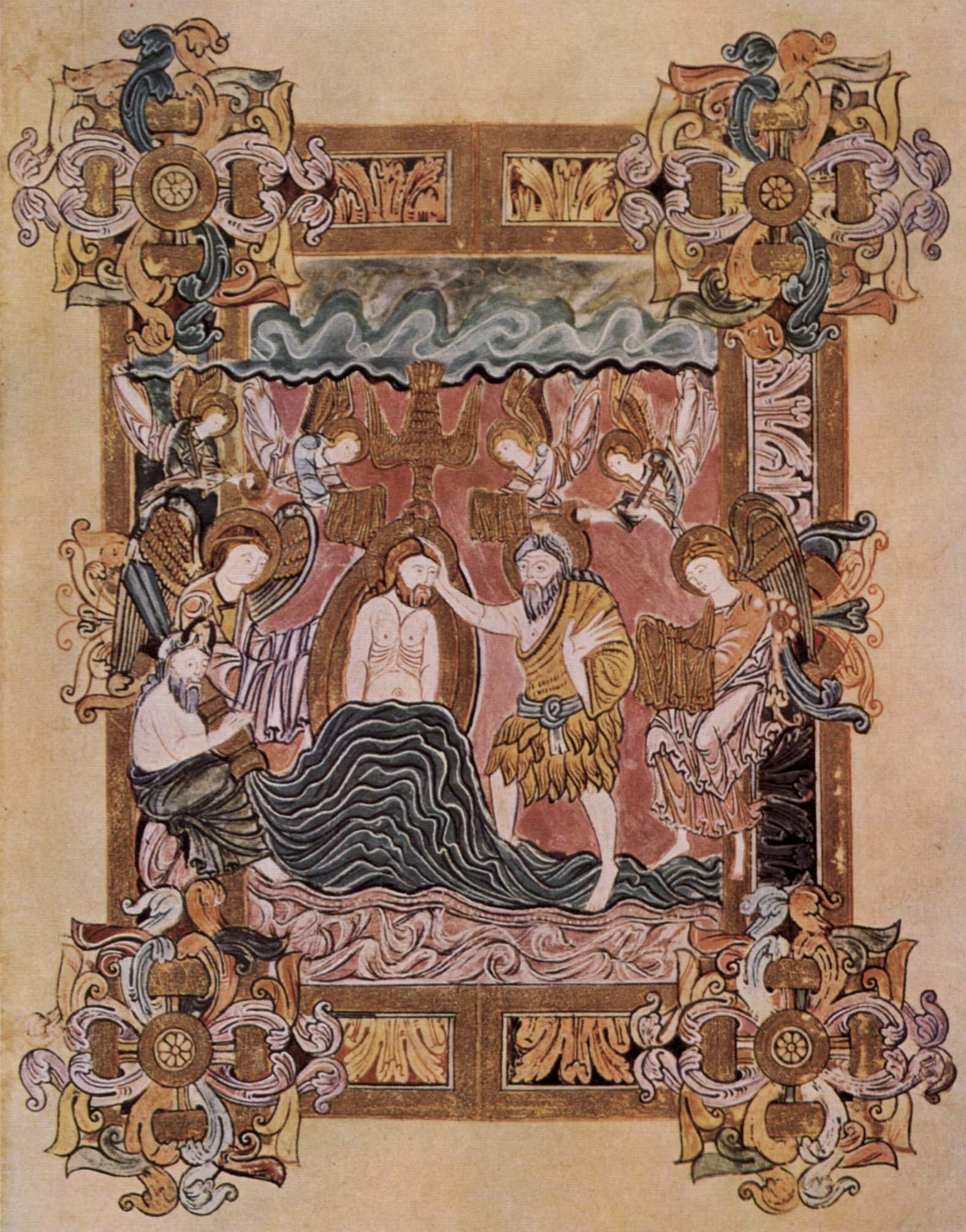
Miniature du baptême du Christ, bénédictionnaire de saint Æthelwold (British Library).

Les bénédictins de l'époque sont considérablement plus lettrés que le clergé séculaire, et leurs écoles sont meilleures. Æthelwold enseigne lui-même auprès des élèves les plus avancés à Winchester, et il transparaît dans leurs écrits beaucoup de respect et d'affection. Les travaux qu'il laisse, écrits en latin ou en vieil anglais, montrent qu'il était un intellectuel de grande qualité ; ses écrits vernaculaires jouent vraisemblablement un rôle important dans le développement d'un vieil anglais plus standardisé. Une partie de sa fortune est employée à reconstruire des églises, et il est aussi un mécène de l'art ecclésiastique. Les ateliers d'artistes qu'il établit restent influents après sa mort, y compris en dehors du pays.
Au siècle suivant sa mort, on lui attribue une réputation d'orfèvre habile, à qui l'on devrait la production d'un ensemble d'objets métalliques à Abingdon, comprenant de nombreuses figures et des objets en métal précieux, des cloches et même un orgue à tuyaux. Il est probable que cette réputation relève d'une légende plus tardive, ce qui est significatif quant à la haute estime en laquelle était tenu le travail d'orfèvrerie. Æthelwold est en fonction au moment où l'école de Winchester d'enluminure manuscrite est à son apogée ; c'est lui qui passe commande du manuscrit le plus important de cette école, le bénédictionnaire de saint Æthelwold. Il ordonne également la reconstruction de la cathédrale de Winchester, qui est achevée en 980.

## Rôle politique
Æthelwold joue également un rôle politique important. Vers la fin du règne d'Edgar, il épouse la cause d'Æthelred, le fils d'Ælfthryth qui l'a toujours protégé. Dunstan et Oswald, de leur côté, semblent plutôt avoir soutenu le fils qu'Edgar avait eu avec une précédente épouse : Édouard le Martyr, qui monte finalement sur le trône. Édouard est assassiné en 978, et Æthelwold semble alors jouer un rôle de conseiller très influent auprès du jeune Æthelred, encore mineur. Il est d'ailleurs remarquable que ce n'est qu'après la mort d'Æthelwold qu'Æthelred entreprend certaines actions à l'encontre des intérêts de certains établissements monastiques réformés comme l'abbaye d'Abingdon. Lorsque celle-ci recouvre ses droits en 993, le roi écrit que la mort d'Æthelwold avait privé le pays « d'un homme dont le travail et l’œuvre pastorale avaient servi non seulement [ses] propres intérêts mais également ceux de tous les habitants du pays. »

## Mort et culte posthume
Æthelwold meurt le 1er août 984 à Beddington, dans le Surrey. Il est inhumé dans la crypte d'Old Minster à Winchester, mais douze ans après sa mort, un certain Ælfhelm, habitant de Wallingford, affirme avoir été guéri de sa cécité après s'être rendu sur la tombe d'Æthelwold. Cette guérison miraculeuse est considérée comme le signe de sa sainteté, et son corps est transféré de la crypte vers le chœur de la cathédrale. Il est établi qu'au XIIe siècle, l'abbaye d'Abingdon est parvenue à en acquérir un bras et une jambe.
L'un de ses élèves, Wulfstan Cantor, écrit une biographie qui joue certainement un grand rôle dans la propagation de son culte. Vers 1004, l'abbé Ælfric d'Eynsham, un autre disciple d'Æthelwold, produit une version abrégée du texte de Wulfstan en latin et en vieil anglais. Toutefois, le personnage d'Æthelwold tel qu'il est dépeint par Wulfstan suscite davantage le respect que la dévotion, et son culte ne devient jamais très populaire. Il possède une réputation de dureté (Wulfstan le décrit ordonnant par exemple à un moine de plonger ses mains dans une marmite bouillante pour prouver sa dévotion) qui n'est pas partagée par les autres réformateurs monastiques du Xe siècle. Son importance dans le mouvement réformateur n'a jamais été remise en question, mais ses apports dans le domaine culturel ont longtemps été ignorés.
Æthelwold est un saint des Églises catholique et orthodoxe célébré le 1er août, bien qu'il n'ait jamais été formellement canonisé. La translation de ses reliques est également fêtée le 10 septembre